# القوة البحرية لجيش الجمهورية الإسلامية الإيرانية
هذه المقالة عن البحرية لجيش الجمهورية الإسلامية الإيرانية. لفيلق حرس الثورة الإسلامية أنظر: القوة البحرية لحرس الثورة الإسلامية.
القوة البحرية لجيش الجمهورية الإسلامية الإيرانية (بالفارسية: نیروی دریایی ارتش جمهوری اسلامی ایران) وتختصر باللغة الإنجليزية:IRIN وبالفارسية :نداجا وتسمى عند وسائل الاعلام الدولي بـ"البحرية الإيرانية"، هو فرع خدمة الحرب البحرية من جيش الجمهورية الإسلامية الإيرانية. تتواجد تلك القوات البحرية الإيرانية في بحر عمان والمحيط الهندي والخليج العربي وهي مكلفة بمسؤولية تشكيل خط الدفاع الأول في إيران في بحر عمان وما وراءه مع مهمة القيام بدور البحرية الفعالة في المياه الزرقاء. كما أنها تعمل في الغالب على المستوى الإقليمي، في الخليج العربي وخليج عمان ولكن أيضا بعيدة مثل البحر الأحمر والبحر الأبيض المتوسط والحي الشمالي الغربي من المحيط الهندي.

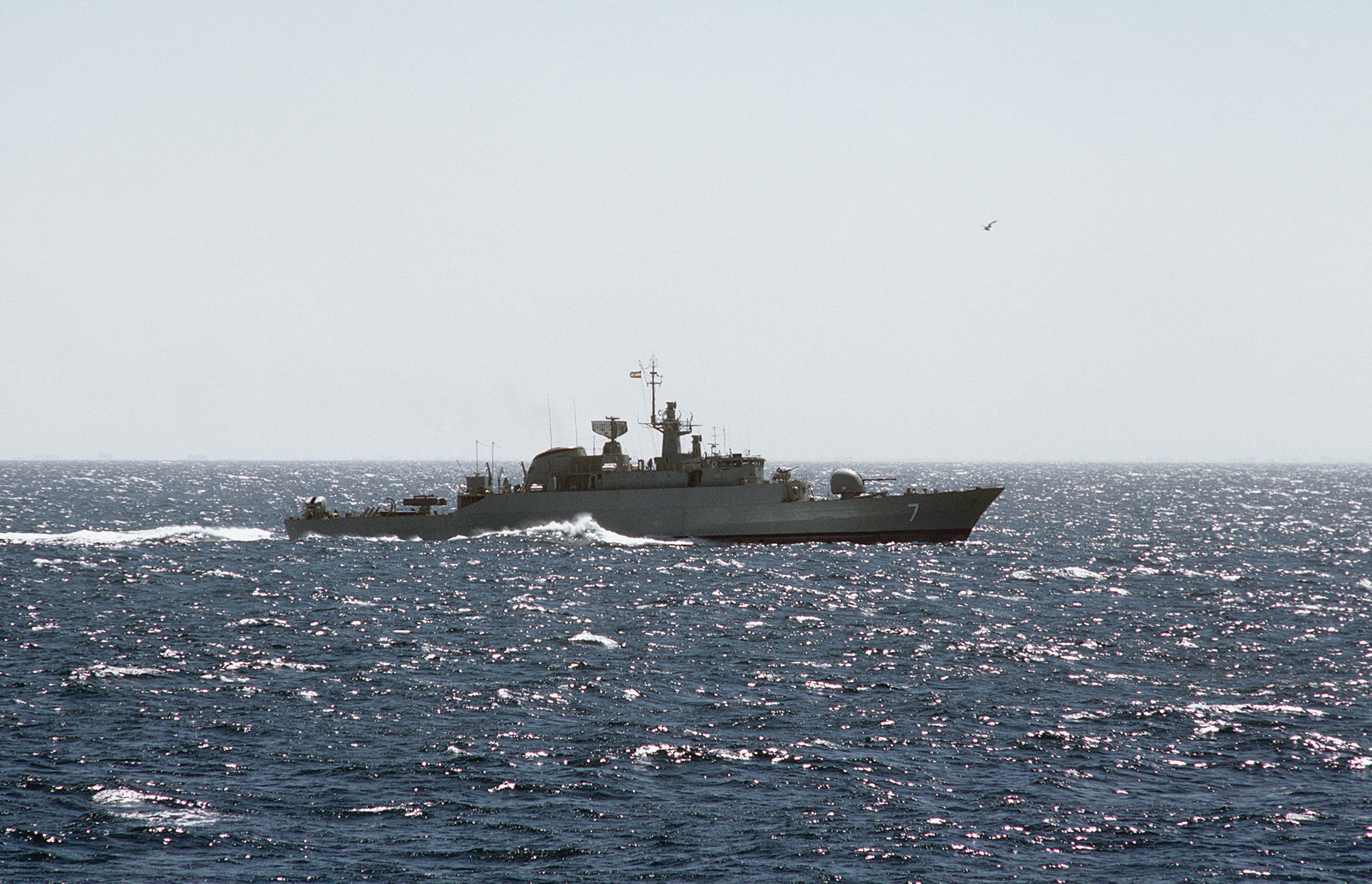
قارب تابعة للبحرية الإيرانية تجوب في البحر.

القوة البحرية لجيش الجمهورية الإسلامية واحدة من اثنين من فروع جيش البحرية الإيرانية جنبا إلى جنب مع القوة البحرية لحرس الثورة الإسلامية فإنهما تتداخلان من حيث الوظائف ومجالات المسؤولية، ولكنها متميزة من حيث الاستراتيجية العسكرية والمعدات وكيفية تدريبهم وتجهيزهم - والأهم من ذلك أيضا في كيفية محاربتهم. علی الزغم من أن العمود الفقري لمخزون القوة البحرية للجيش يتكون من السفن السطحية أكبر، بما في ذلك الفرقاطات والحراقات، والغواصات، القوة البحرية لحرس الثورة الإسلامية لديها مخزون كبير من القوارب الصغيرة التي تستخدم في الهجوم السريع، وتتخصص في التكتيكات الكرّ والفرّ. وهو أقرب إلى قوة حرب العصابات في البحر، ويحافظ على ترسانات كبيرة من الدفاع الساحلي وصواريخ كروز المضادة للسفن والألغام. كما أن لديها وحدة تكاور (قوة خاصة) يدعَي القوات البحرية الخاصة للحرس (S.N.S.F.).

## نظرة عامة
أعيد بناء البحرية الإيرانية بعد أن دمرت بالكامل تقريبا خلال الغزو الأنجلو-سوفيتي لإيران في الحرب العالمية الثانية. بعد الحرب العالمية الثانية، بدأ أسطول استبدالَ السفن الحربية المدمرة مع المدمّرات والفرقاطات والعديد من السفن الصغيرة، بما في ذلك الزوارق والقوارب الحربيّة، وكثير منها نشأت من الولايات المتّحدة والمملكة المتّحدة، التي لعبت دورا في تدمير الكثير من المعدات الأصلية في الحرب العالمية الثانية.
من حيث السفن السطحية الكبرى، تعتمد إيران على فرقاطاتها من طراز ألوند، وكذلك الفرقاطات الجديدة من طراز مَوج التي تم تطويرها محليا في إيران، والهندسة العكسية لطراز ألوند تمّ إنجازها مع الالكترونيات الحديثة والرادار والتسليح. كلّ الفرقاطات والحراقات مسلحة بصواريخ مضادة للسفن الحديثة. يبدو أن التركيز الرئيسي للقوة البحرية للجيش الإيراني على تطوير فرقاطات جديدة، والحراقات المتوسطة والقوارب السريعة الكبيرة القادرة على حمل الصواريخ الحديثة المضادة للسفن.

## تاريخ
وقد وجدت البحرية الإيرانية بشكل أو بآخر منذ العصر الأخميني والإمبراطورية الفارسية الأولى حوالي 500 قبل الميلاد. وجاءت بحرية الجمهورية الإسلامية الإيرانية إلى الوجود عندما أعيدت تسمية البحرية الإمبراطورية الإيرانية السابقة (IIN) من عصر بهلوي بعد الثورة الإسلامية في عام 1979مـ. بعد ذلك كان الحظر الذي فرضته الولايات المتحدة على توريد الأسلحة إلى إيران والحرب بين إيران والعراق، والذي لعبت فيه شبكات المعلومات الإقليمية المتكاملة(IRIN) دورا. وقد حدّ الحظر المفروض على توريد الأسلحة، من قدرة إيران على صيانة وتجهيز قواتها البحرية. وكان عليها أن تجد مصادر جديدة للأسلحة. فتمّ استيراد المعدات والأسلحة من الاتحاد السوفيتي والصين وكوريا الشمالية وفي وقت لاحق، روسيا. كما أنشأت إيران صناعة التسلح المحلية الخاصة بها. وقد دعمت هذه الصناعة أيضا البحرية بتوفير الأسلحة والمعدات وقطع الغيار.

## مرافق

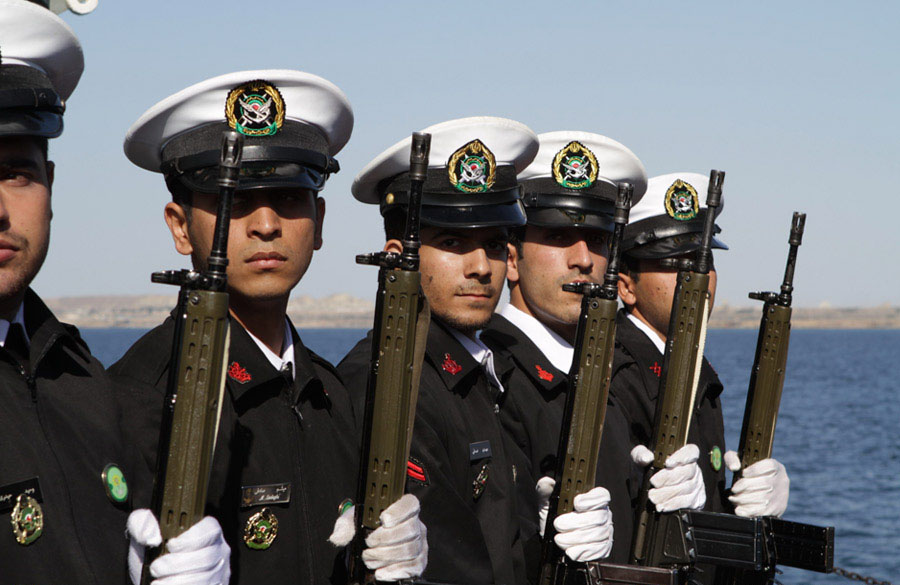
البحارة يحملون بنادق جي 3

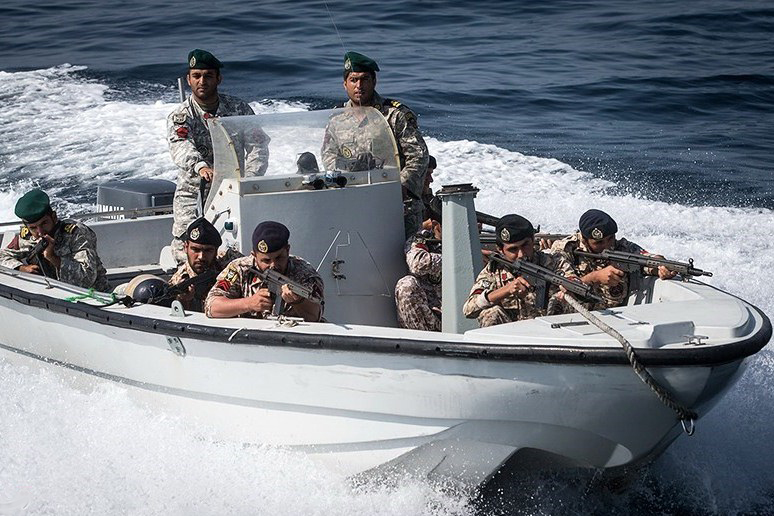
القوات الخاصة

في عام 1977، تم نقل الجزء الأكبر من الأسطول من المحمرة إلى المقر الجديد في بندر عباس. وكان بوشهر القاعدة الرئيسية الأخرى. توجد مرافق أصغر في المحمرة وجزيرة خارك وميناء الإمام الخميني (المعروف سابقا باسم بندر شاهبور). كان بندر أنزلي قاعدة التدريب الرئيسية وموطن أسطول بحر قزوين الصغير، الذي يتألف من عدد قليل من زوارق الدوريات وكاسحة الألغام. وكانت القاعدة البحرية في ميناء شهيد بهشتي على خليج عمان قيد الإنشاء منذ أواخر السبعينيات وفي أواخر عام 1987 لم تكتمل بعد. وتوجد مرافق أصغر بالقرب من مضيق هرمز. أعلنت إيران أيضا عن إنشاء قاعدة جديدة على بحر عمان.
- جزيرة أبو موسى - مرفق لرسو السفن الصغيرة على الطرف الغربي للجزيرة؛ يقع بالقرب من مطار أبو موسى.
- ميناء شهيد بهشتي - ميناء والتجهيزات الأساسية في خليج عمان.
- بندر عباس - المقر البحري وموطن للقاعدة الجوية البحرية.
- بندر أنزلي - مرة قاعدة التدريب والآن موطن لأسطول بحر قزوين (زوارق دورية، كاسحات ألغام).
- ميناء الإمام الخميني - قاعدة صغيرة محمية بالقرب من الحدود مع العراق.
- ميناء ماهشهر - قاعدة صغيرة تقع بالقرب من ميناء الإمام الخميني.
- بوشهر - مرفق إصلاح وتخزين في الخليج العربي ؛ موطن لمركز التموين الفني للقوة البحرية مركز البحوث والتنمية.
- حالول (منصة نفطية)
- بندر جاسك - قاعدة صغيرة تقع قبالة عمان والإمارات العربية المتحدة في جنوب شرق إيران عند مضيق هرمز.
- خارك - قاعدة صغيرة على الجزيرة وتقع شمال غرب بوشهر.
- المحمرة - المقر البحري السابق؛ الآن مرافق إصلاح بناء السفن.
- جزيرة لارك - قاعدة صغيرة على الجزيرة وبالقرب من بندر عباس.
- جزيرة خارج - قاعدة في مضيق هرمز؛ موطن لأسطول الحوامات.
- نوشهر - ليس قاعدة، ولكن موطنا لجامعة الإمام الخميني للعلوم البحرية (كلية الموظفين البحرية).
- قشم - ميناء صغير بالقرب من جزيرة خارج وبندر عباس.
- ميناء الشهيد رجائي.
- جزيرة سري - مرفق ميناء الجزيرة وتقع في الخليج العربي وعبر الإمارات العربية المتحدة.